# Kirkluoto
Kirkluoto är en ö i Finland. Den ligger i Skärgårdshavet och i kommunen Tövsala i landskapet Egentliga Finland, i den sydvästra delen av landet. Ön ligger omkring 42 kilometer väster om Åbo och omkring 190 kilometer väster om Helsingfors.
Öns area är 11,9 hektar och dess största längd är 440 meter i öst-västlig riktning. Ön höjer sig omkring 10 meter över havsytan.